# Foo Fighters (음반)
| 전문가 평가                   | 전문가 평가 |
| 평가 점수                     | 평가 점수   |
| 출처                          | 점수        |
| ----------------------------- | ----------- |
| AllMusic                      | [ 1 ]       |
| Blender                       | [ 2 ]       |
| Chicago Tribune               | [ 3 ]       |
| Entertainment Weekly          | B+          |
| The Guardian                  | [ 5 ]       |
| NME                           | 9/10        |
| Q                             | [ 7 ]       |
| Rolling Stone                 | [ 8 ]       |
| The Rolling Stone Album Guide | [ 9 ]       |
| Spin                          | 7/10        |

《Foo Fighters》는 1995년 7월 4일, 로즈웰과 캐피틀 레코드를 통해 발매된 미국의 록 밴드 푸 파이터스의 데뷔 스튜디오 음반이다. 데이브 그롤은 1994년 워싱턴주 시애틀의 로버트 랭 스튜디오에서 프로듀서 배럿 존스의 도움을 받아 직접 모든 음반을 작사, 작곡, 녹음했다. 그는 너바나 밴드 동료 커트 코베인의 자살에서 회복하기 위한 카타르시스적인 경험이라고 묘사하며 단지 재미로 이 음반을 녹음했다고 말했다.
녹음을 마친 그롤은 자신의 정체를 숨기기 위해 프로젝트 이름을 "푸 파이터스"로 정했고 세션의 카세트 복사본을 개인 친구들에게 전달했다. 이 테이프가 음반사의 관심을 끌자 그롤은 캐피틀과 계약을 맺고 풀 밴드를 모집해 라이브로 노래를 불렀다. 이 음반은 광범위한 투어와 6개의 싱글을 통해 홍보되었으며, 그 중 2개는 뮤직 비디오와 함께 했다.
발매와 동시에 《Foo Fighters》는 작곡과 공연을 칭찬하며 긍정적인 평가를 받았고 상업적으로도 성공하여 미국에서 밴드의 두 번째 베스트셀러 음반이 되었다. 또한 영국, 캐나다, 호주, 뉴질랜드 차트에서 5위 안에 들었다.

## 배경

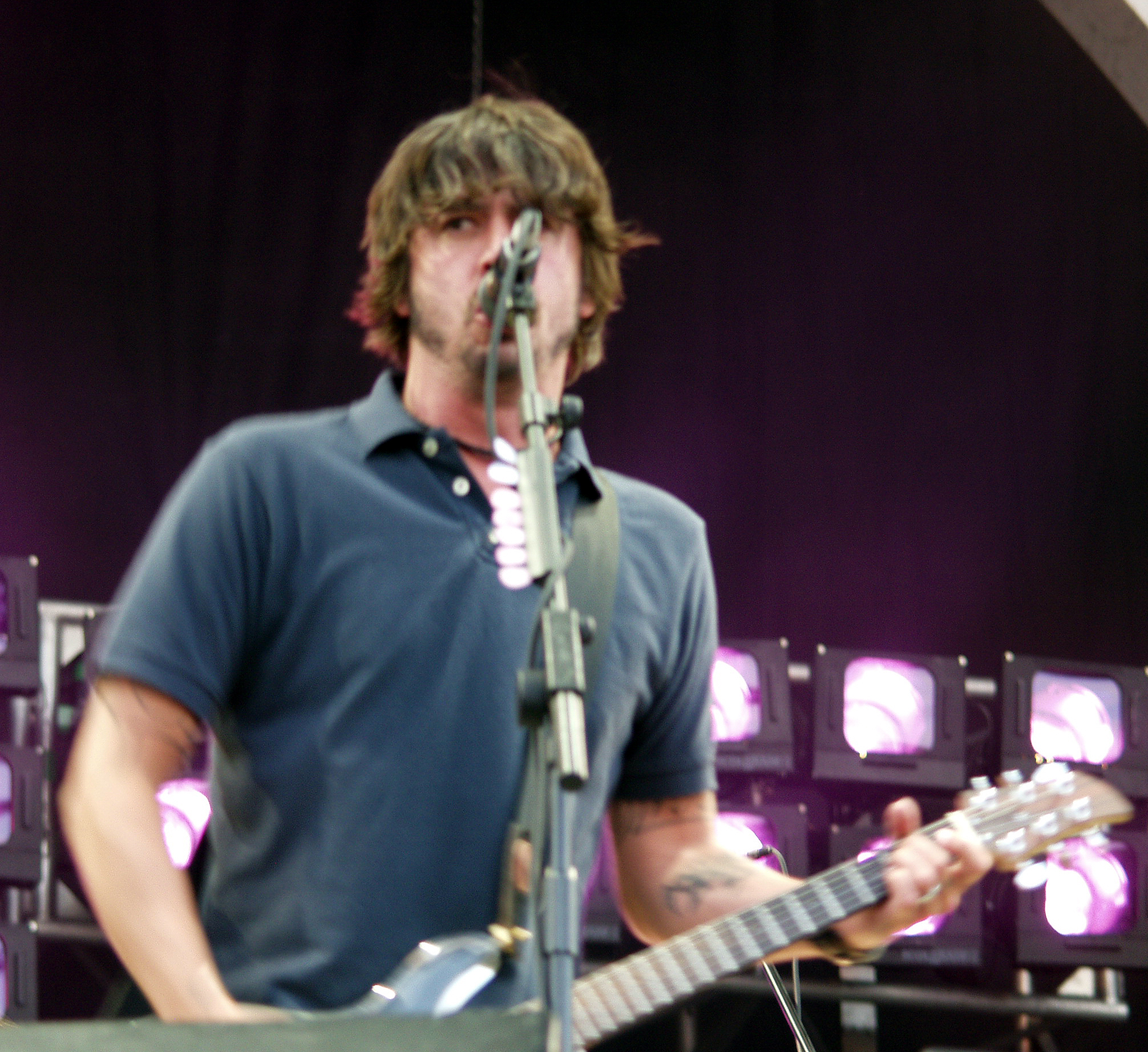
데이브 그롤은 음반의 곡들을 직접 작사, 작곡하고 녹음했다.

1990년 데이브 그롤은 너바나의 드러머로 합류했다. 투어를 하는 동안, 그는 기타를 가지고 가서 곡을 썼지만, 너무 겁이 나서 밴드와 공유할 수 없었고, 그는 프론트맨 커트 코베인이 쓴 곡들에 "경외심"을 느꼈다. 그롤은 1992년 레이트!라는 가명으로 데모 음반 《Pocketwatch》를 발매하면서 때때로 데모와 커버를 녹음하기 위해 스튜디오 시간을 예약했다.
1994년 4월, 코베인의 자살 이후, 그롤은 우울증 상태에 빠졌고, 음악을 듣는 것과 악기를 연주하는 것 모두가 어렵다는 것을 알게 되었다. 그는 댄지그나 톰 페티 앤 더 하트브레이커스와 같은 밴드들이 그들의 드러머가 되라는 몇 번의 초대에도 불구하고 그의 음악 경력을 포기하는 것을 고려했을 때, "그것은 단지 내가 너바나에 있는 것을 상기시킬 것이고, 드럼 세트에 앉을 때마다, 나는 그것을 생각하곤 했습니다."
너바나가 해체 후 그롤의 첫 번째 음악 공연은 1994년 6월에 열린 MTV 무비 어워드에서 백비트 밴드와 함께 공연한 것이었는데, 그 동안 그는 마이크 와트의 초대를 받아 그의 음반 《Ball-Hog or Tugboat?》에 참여했다. 공연을 즐긴 후, 그롤은 "제가 직접 작곡한 이 노래들을 녹음하는 일종의 카타르시스 치료"로 작동할 수 있는 자신만의 음악 프로젝트를 할 수 있다고 생각했다. 이후 그롤은 집 근처에 위치한 시애틀의 로버트 랭 스튜디오에 6일을 예약했는데, 그곳에서 《Pocketwatch》 프로듀서 배럿 존스의 도움을 받아 "지난 4, 5년 동안 아무도 듣지 못한 내가 가장 좋아하는 노래"를 녹음했다. 이 아이디어는 그롤이 모든 악기를 연주하게 하고 사람들이 그것이 스튜어트 코플랜드의 《Klark Kent》와 유사한 밴드라고 믿게 만드는 이름으로 발표하는 것이었다.

## 커버 아트
"푸 파이터스"라는 이름은 제2차 세계 대전 당시 조종사들이 다양한 UFO를 묘사할 때 사용했던 이름에서 따왔다. 이 SF 주제는 1947년 로즈웰 사건으로 유명한 뉴멕시코주 로즈웰 시를 언급한 그롤의 캐피틀 레코드, 그리고 벅 로저스 XZ-38 분해기 권총을 특징으로 한 그롤의 당시 부인이었던 사진작가 제니퍼 영블러드의 음반 커버로 더욱 이어진다. 일부 평론가들은 커트 코베인이 스스로 목숨을 끊은 것을 고려할 때 커버에 실린 총이 둔감하다고 여겼으나, 그롤은 이를 그저 우연의 일치로 무시했다. 윌리엄 골드스미스는 나중에 설명했다. "모든 것은 푸 파이터스의 로즈웰, 우주 물건, 고풍스러운 벅 로저스 분해기 권총에 기반을 두고 있었습니다. 그것은 정말 완전히 별개의 것입니다. 데이브는 그것조차 의식하지 못했어요." 그롤이 이 음반의 유일한 기여자임에도 불구하고, 캐피틀의 주장에 따라 라이너 노트에는 그롤이 영입한 전체 밴드의 사진이 포함되어 있었다.

## 곡 목록
모든 곡들은 데이브 그롤에 의해 작사/작곡하였다.
| #   | 제목                | 재생 시간 |
| --- | ------------------- | --------- |
| 1.  | This Is a Call      | 3:53      |
| 2.  | I'll Stick Around   | 3:52      |
| 3.  | Big Me              | 2:12      |
| 4.  | Alone + Easy Target | 4:06      |
| 5.  | Good Grief          | 4:01      |
| 6.  | Floaty              | 4:30      |
| 7.  | Weenie Beenie       | 2:46      |
| 8.  | Oh, George          | 3:00      |
| 9.  | For All the Cows    | 3:30      |
| 10. | X-Static            | 4:14      |
| 11. | Wattershed          | 2:15      |
| 12. | Exhausted           | 5:45      |

## 인증
| 국가                       | 인증     | 판매량/출하량 |
| -------------------------- | -------- | ------------- |
| 오스트레일리아 (ARIA)      | 골드     | 35,000^       |
| 캐나다 (뮤직 캐나다)       | 플래티넘 | 100,000^      |
| 뉴질랜드 (RMNZ)            | 골드     | 7,500^        |
| 영국 (BPI)                 | 플래티넘 | 374,187       |
| 미국 (RIAA)                | 플래티넘 | 1,000,000^    |
| ^출하량을 기반으로 한 인증 |          |               |